# اوتنزن
اوتنزن (به آلمانی: Hamburg-Ottensen) یک منطقهٔ مسکونی در آلمان است که در التونا، هامبورگ واقع شده‌است. اوتنزن ۳۲٬۷۵۷ نفر جمعیت دارد.